# Incestophantes cymbialis
Incestophantes cymbialis är en spindelart som först beskrevs av Andrei V. Tanasevitch 1988.  Incestophantes cymbialis ingår i släktet Incestophantes och familjen täckvävarspindlar. Inga underarter finns listade i Catalogue of Life.